# Arkaisk tid (Grekland)
Arkaisk tid är en stilperiod 700-480 f.Kr. i Greklands konsthistoria. Under denna tid utvecklades krukmakeriet och vasmåleriet och skulpturen parallellt till en stil som stod fritt från orientaliskt inflytande. 
Det agrara samhället var fortfarande basen i samhällsekonomin, men som följd av ökat handelsutbyte med Orienten, främst via fenicier, utvecklades en dynamisk urban kultur med fäste i städer som Miletos, Samos, Rhodos och Korinth. Hit kom köpmän från alla delar av medelhavsområdet och handlade med guld, elfenben, kryddor och siden som byttes mot grekisk keramik, vin och oljor. Alla de impulser och möten detta ledde till visade sig i konsten genom att det atenska vasmåleriet (centrerat i kvarteret Cheraimicos) upptog element från de importerade orientaliska lyxprodukterna. Den geometriska stilen upplöstes i växtornamentik och groteska fabeldjur av persiskt snitt.
Då Fenicien och Egypten hamnade under persiskt herravälde kom den grekiska konsten åter att utvecklas på egen hand efter att ha varit mottagare av influenser utifrån under en längre tid. 
Från att ha imiterat konsten och bruksföremålen från Orienten kom de grekiska konstnärerna nu att utveckla egna stilar. Det var under den arkaiska tiden som den grekiska konstens klassiska grunddrag blev till, och det var staden Aten som alltmer kom att dominera konstscenen.

## Skulptur
Grunddrag från Orienten och Egypten blandades till en särpräglat grekisk stil. Den grekiska skulpturen var från början avsedd att stå fritt i rummet och betraktas från alla håll. Inledningsvis var man bunden vid ett frontalt tänkande men i mitten av 500-talet f.Kr. skedde övergången till den klassiska stilens verkliga rundskulptur.

### Dedalisk stil
Under 600-talet f.Kr. utvecklades en skulptur efter egyptiska förebilder. Framför allt i södra Grekland producerades mindre skulpturer i, i första hand, terrakotta. Den dedaliska stilen kan ses som en förstil till den arkaiska. 

## Vasmåleri

### Orientaliserande stil
- Episka scener, växtornamentik, fabeldjur

### Rödfigurig stil
- Lydos
- Exekias

### Svartfigurig stil
- Eufronios
- Kleofradesmålaren

## Arkitektur
Trots konflikterna med det persiska riket skedde ett kulturellt utbyte mellan kulturområdena, och de grekiska arkitekterna kom i kontakt med den monumentala persiska konsten. I Grekland gjorde dessa erfarenheter att de typiskt grekiska byggnadstyperna började användas i den offentliga arkitekturen. Det grekiska templet kan ses som en kombination mellan de persiska pelarhallarna och megaronen. Utomordentligt viktiga för arkitekturen under de följande 2000 åren var artikuleringen av kontrasten mellan bärande element, kolonnen, och burna element, arkitraven. 
De grekiska templen var egentligen aldrig funktionella i meningen att de var tvungna att konformera till kultens ritualer. När de grekiska templen uppnådde den form vi idag ofta betraktar som emblematisk för arkitektur i allmänhet, var deras funktion i första hand manifestationer i den konkurrens som existerade mellan de grekiska stadsstaterna och kolonierna. Inte heller konstruktivt utgjorde de några större landvinningar: Den grekiska tempelarkitekturen kallas ofta stapelarkitektur eftersom den konstruktivt sett bygger på en ytterst enkel princip, och dess olika konstruktiva element var dessutom ofta kraftigt överdimensionerade, för övrigt en av orsakerna till att flera av dem har lyckats överleva in i vår tid.